# جان کوفی
جان کوفی (انگلیسی: John Cuffe; ۲۶ ژوئن ۱۸۸۰ – ۵ مهٔ ۱۹۳۱) بازیکن فوتبال، و بازیکن کریکت اهل استرالیا بود.
از باشگاه‌هایی که در آن بازی کرده‌است می‌توان به باشگاه فوتبال گلوسوپ نورث اند اشاره کرد.